# لی جینگجینگ (قایقران روئینگ)
لی جینگجینگ (انگلیسی: Li Jingjing؛ زادهٔ ۱۵ ژوئن ۱۹۹۴) قایقران روئینگ زن اهل چین است.